# Решид Мехмед-паша
Решид Мехмед-паша (грчки: Μεχμέτ Ρεσίτ πασάς; 1780 — 1836) је био турски војсковођа и велики везир (1829-1833).

## Биографија
Решид Мехмед-паша је рођен у Грузији као син грчког православног свештеника. У младости је одведен од стране Турака. Ступио је у служби тадашњег капудан-паше Хусрев-паше. Његова интелигенција и способност импресионирали су његовог господара и омогућили су му брз успон. Са само 29 година именован је гувернером Кјутаје. Султан Махмуд II га је 1820. године, заједно са многим другим пашама, послао да угуши побуну Али-паше Јањинског против Порте. Истовремено Грци припремају своју побуну која је избила у марту 1821. године. Тако се, након пораза и убиства Али-паше Јањинског, Решид Мехмед-паша укључио у борбе против грчких устаника.

### Грчки рат за независност
Решид је именован врховним командантом турских снага у Епиру које су марширале ка југу како би се супротставиле грчким снагама под Александросом Маврокордатом. Односи победу у бици код Пете (4. јул 1822) и наставља према југу, ка стратешки важном граду Мисолингију. Тамо га је дочекао Омер Вриони. Заједничке снаге опселе су град. Опсада је трајала два месеца, од 25. октобра до 31. децембра 1822. године. Двојица паша намеравала су да нападну Грке на Божић, 24. децембра. Међутим, план је процурео код бранитеља, те је напад пропао. Шест дана касније, опсада је прекинута. После неуспеха код Мисолингија, Решид се преместио у планинску област Пелион коју је успео да освоји. Због тога је награђен функцијом санџака Трикале и врховном командом над османским снагама у Румелији.
Решид је добио наређење од Порте да поново покуша да заузме Мисолинги. Освајање овог града донело би Турцима читаву Западну Грчку. Решид је окупио војску од више од 35.000 људи и априла 1825. године предузео трећу опсаду Мисолингија. Град је подвргнут бомбардовању. Међутим, грчки гарнизон се успео одржати, снабдеван од грчке флоте, упркос турској поморској блокади. На крају је султан био приморан да се за помоћ обрати Мехмед Алији и његовом сину Ибрахиму-паши, вазалима у Египту. Ибрахим-паша је већ успешно, на рачун турског султана, ратовао на Пелопонезу. Египатске снаге стигле су пред Мисолинги почетком новембра. Долази до сукоба између Ибрахима и Решида, те Решид повлачи своју војску. Након више неуспешних напада, Ибрахим је признао своју грешку. Двојица паша сада су сарађивала, а опсада је интензивирана. Појачана је поморска блокада, те су бранитељи суочени са глађу. На крају су очајнички покушали да се пробију. Тако је 10. априла 1826. године дошло до масакра бранитеља Мисолингија. Град је пао у османске руке.
Решид се након овог успеха окренуо ка Атици и Атини, где је стигао јула 1826. године. Односи неочекивану победу над грчким снагама у бици код Фалерона 24. априла 1827. године. Грци су приморани да предају Акропољ.

### Рат против Босанског ејалета
Одмах након завршетка рата са Русијом склапањем Једренског мира (1829), султан Махмуд II (1808-1839) је наставио са спровођењем реформи. Циљ му је био завршетак војне реформе (увођењем регулатне армије, низама, и опште војне обавезе). Јаничарски ред укинут је 1826. године, што изазива отпоре у разним деловима Царства (Албанија, Босна, Египат). У Албанији, отпор пружају северноалбанска племена које користи Мустафа-паша Бушатлија, познатији као Шкодра-паша, у свом устанку против султана. У побуни добија подршку из Босне коју предводи Хусеин-паша Градашчевић (Змај од Босне). Градашчевић тражи аутономију Босне какву је имао Египат. Султан је на Шкодра-пашу послао 1831. године Мехмеда Решид-пашу који је разбио устанике код Прилепа. Шкодра-паша се склонио у Скадар, а Градашчевић је напао великог везира и нанео му пораз на Косову, код Липљана. Царске трупе склањају се у Скопље. Мехмед Решид-паша је тада прибегао лукавству. Прихватио је главне захтеве босанских устаника, а Шкодра-пашу је позвао у Цариград  на преговоре. Шкодра се одазвао позиву, а у престоници је стављен у неку врсту луксузног затвора. Градашчевић је 1832. године поражен код Сарајева после чега бежи у Аустрију. Тамо се није дуго задржао. Прихватио је султанову амнестију и дошао је у Цариград, а одатле је послат у прогонство на исток где је ускоро умро.

## Руско-турски рат
Решид је као истакнути турски генерал учествовао у Руско-турском рату. Поражен је од генерала Дибича у бици код Кулевче. Након тога је постављен за великог везира Османског царства. На овој функцији задржао се од јануара 1829. године до 17. фебруара 1833. године. Узео је учешћа и у првом Османско-египатском рату, борећи се против свог старог супарника, Ибрахима-паше. У бици код Коније 1832. године, Ибрахим је однео победу. Решид је заробљен. Након ослобађања је именован врховним командантом Анадолијске војске. Води кампању против Курда. Умро је у Сивасу 1836. године.